# Nore (flod)

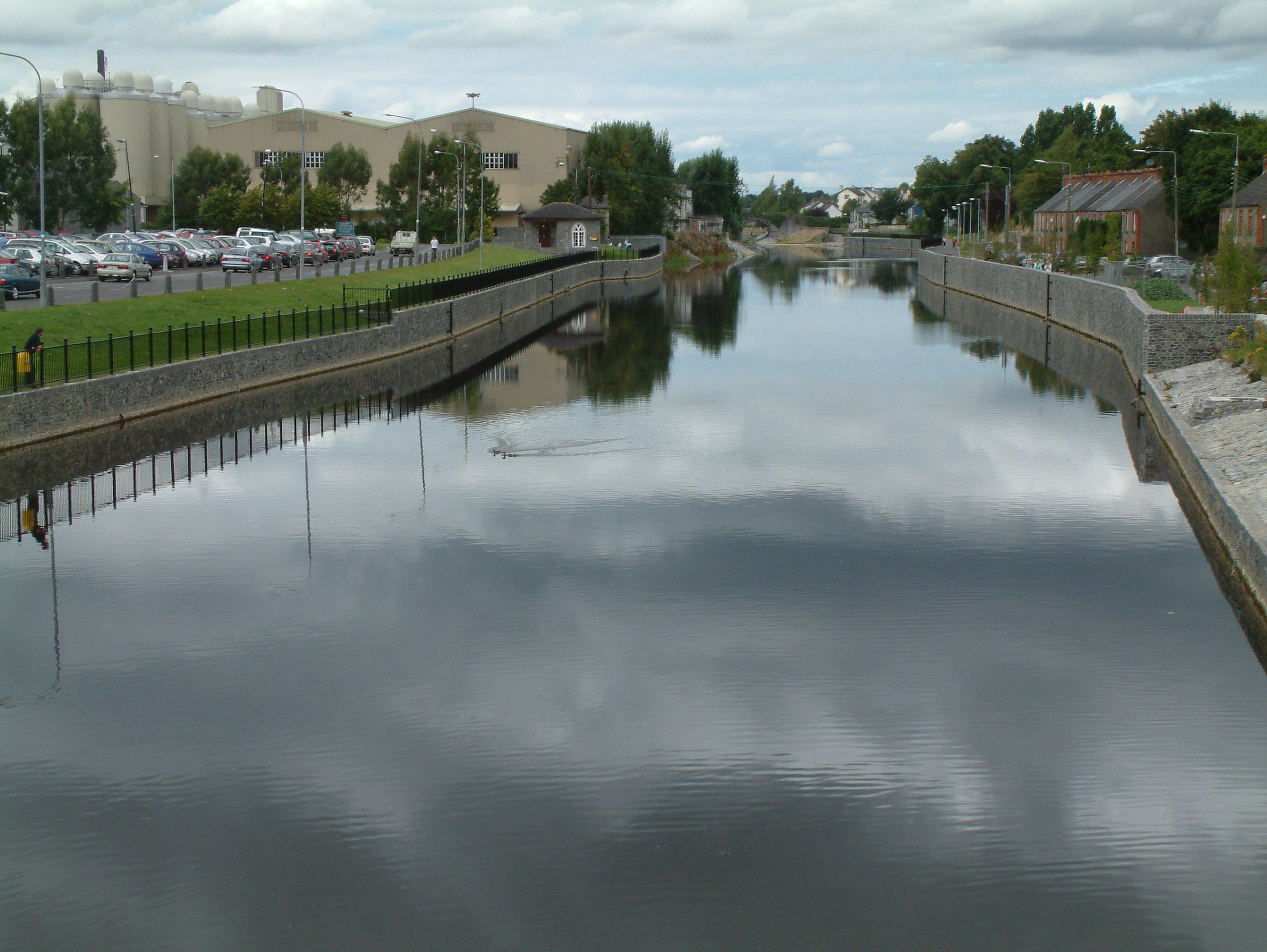
Nore i Kilkenny.

Nore är en flod i Republiken Irland där den är en av de tre systrarna[källa behövs], de andra två är Barrow och Suir. Nore rinner in i Barrow som senare flyter ihop med Suir vid Waterford.